# Wakkerendijk 140
Wakkerendijk 140 is een rijksmonument aan de Wakkerendijk in Eemnes in de provincie Utrecht.
Reeds in 1690 wordt melding gemaakt van bewoning. De boerderij van het langhuistype heeft een gepleisterde voorgevel. Rechts van de voordeur bevindt zich een opkamer. In de voorgevel zitten 4 zesruits schuifvensters die met luiken zijn behangen.